# Onvista
Die Onvista Media GmbH (Eigenschreibweise: onvista media) ist ein deutsches Medienunternehmen mit Sitz in Köln. Von 2007 bis 2017 gehörte es zu Boursorama. Während dieser Zeit wurde die Onvista Bank gegründet. 2017 übernahm die Comdirect Bank sowohl Onvista Media als auch die Onvista Bank. Seit der Verschmelzung der Comdirect Bank auf die Commerzbank im November 2020 ist Onvista Media eine Tochtergesellschaft der Commerzbank AG. Die Onvista Bank ist eine Marke der Commerzbank, die bis Ende des Jahres 2025 eingestellt werden soll.

## Geschichte

### Gründung und Börsengang
1998 gründeten Stephan Schubert, Michael W. Schwetje und Fritz Oidtmann ein Finanzportal, das zunächst auf die Analyse von Optionsscheinen spezialisiert war. Als Betreibergesellschaft fungierte damals eine GmbH & Co. KG mit Sitz in Köln. Das Unternehmen wurde 1999 in eine Aktiengesellschaft umgewandelt, um den Börsengang vorzubereiten.
Onvista entwickelte sich zu einem Anbieter von Finanzinformationen. Das Unternehmen verdiente nicht nur am Verkauf von Werbung, sondern auch an der Lizenzierung von Finanzinformationen an Banken, Finanzdienstleister und Medienunternehmen. Kunden waren beispielsweise die Consorsbank und N24.
Aufgrund des Wachstums beteiligten sich immer mehr Investoren an Onvista, im Februar 2000 stieg auch der Wagniskapital-Investor BDV, heute Acton Capital Partners ein. Noch im selben Monat startete der Handel von Onvista-Aktien im Neuen Markt der Frankfurter Wertpapierbörse.

### Kooperationen und Übernahmen
Onvista kooperierte mit der Großbank Société Générale. Im Jahr 2000 beteiligte sich Onvista zu einem Drittel an Prozentor, einem Dienstleister für die Prognose von Kursverläufen, sowie zu einem kleineren Teil an Altus Analytics, einem Spezialisten für die Übertragung von Audio und Video im Internet. Mit dem Finanzdienstleister Lang & Schwarz wurde eine Vereinbarung getroffen, die Besuchern von onvista.de den Zugriff auf Aktienkurse von rund 500 Unternehmen in Echtzeit ermöglichte. Onvista begann, Versicherungen des Vermittlers Censio über onvista.de zu verkaufen.

### Diversifizierung des Geschäftsmodells
Mitte 2000 erreichte Onvista erstmals die Gewinnschwelle, im gesamten Jahr versiebenfachte man den Umsatz. Das Unternehmen betrieb das erfolgreichste deutschsprachige Finanzportal gemessen an der Reichweite. 2001 begann Onvista dann die Expansion ins Ausland mit dem Ziel, Marktführer in Europa zu werden. Der Start der Finanzportale in Frankreich und Großbritannien belastete den Gewinn. Obwohl der Konzernumsatz zulegte, weitete Onvista im weiteren Verlauf des Jahres 2001 die Verluste aus. Um den eigenen Aktienkurs zu stützen, leitete das Unternehmen Mitte 2001 einen Aktienrückkauf ein. Gleichzeitig wurde das Angebot kostenpflichtiger Inhalte auf onvista.de vergrößert. Die Maßnahmen führten 2002 zu einer Stabilisierung des Geschäfts von Onvista.
Ende 2002 gliederte Onvista ihre beiden Geschäftsfelder in weitgehend unabhängige Tochtergesellschaften aus: Die Lizenzierung von Finanzinformationen wurde in Onvista Technologies gebündelt. Das Unternehmen fusionierte ein Jahr später mit einem Konkurrenten zu IS Teledata, dem europaweit größten Anbieter von Finanzinformationen. Onvista behielt einen Anteil von 32 %. Der Betrieb des Finanzportals onvista.de und der Verkauf von Werbung kamen unter das Dach von Onvista Media. Diese Gesellschaft schrieb weiterhin schwarze Zahlen. Das Geschäftsfeld wurde 2004 durch die Übernahme von Onmeda gestützt, einem Betreiber von Portalen zum Thema Gesundheit.

### Verkauf und Strategiewechsel
Im September 2007 kündigte die französische Boursorama, ein zur Société Générale gehörendes Informationsportal und zugleich ein Online-Broker, die Übernahme von Onvista an. Die Tochtergesellschaft der Société Générale einigte sich mit vier Großaktionären auf die Übernahme von 77 % der Anteile und machte den verbleibenden Aktionären ein Übernahmeangebot. Bei den Verkäufern handelte es sich nach Medienberichten um die drei Onvista-Gründer sowie den Digitalinvestor BDV, heute Acton Capital Partners. Mitgründer Fritz Oidtmann wechselte zunächst zu Hubert Burda Media, später als Partner zum Onvista-Investor Acton Capital. Boursorama setzte einen Gewinnabführungs- und Beherrschungsvertrag durch und band Onvista so dauerhaft an sich.
Onvista Media konzentrierte sich fortan ausschließlich auf Betrieb und Vermarktung des Finanzportals und der 2007 gegründeten Börsen-Community Tradingbird. Ad2Net, Onmeda und Ligatus wurden verkauft, Namendo eingestellt.
Boursorama gab bekannt, die Marke Onvista auch für ihr Wertpapiergeschäft in Deutschland zu nutzen, das zuvor als Fimatex firmierte. Zunächst erhielt es den Namen Onvista Financial Services, erst mit Eintragung einer neuen GmbH im Handelsregister 2009 wurde die Marke Onvista Bank offiziell eingeführt. Damit übertrug Boursorama das eigene Geschäftsmodell, nämlich Betrieb eines Informationsportals und einer Online-Bank, auf Onvista. 2010 kam das deutsche Geschäft der schwedischen Nordnet Bank zur Onvista Bank, wodurch diese rund 10.000 neue Kunden erhielt.

### Standortverlagerung und Delisting
2009 bot die Onvista Bank als erster deutscher Online-Broker kostenlose Wertpapierkäufe an. Ab 2012 verzichtete das Unternehmen auch auf Ausgabeaufschläge, sodass eine Fondsorder zu den gleichen Konditionen wie Aktien abgerechnet wurde. Diese Änderungen und eine höhere Volatilität an den Märkten ermöglichten es Onvista, nach zwei verlustreichen Jahren wieder schwarze Zahlen zu schreiben. 2014 kündigte das Unternehmen an, seinen Hauptsitz von Köln nach Frankfurt am Main zu verlegen. Dort war bereits die Onvista Bank ansässig. Durch die gemeinsame Nutzung von Büros und Technik sollten die Kosten weiter gesenkt werden.
Außerdem wurde ein Delisting von Onvista beschlossen. Zu diesem Zeitpunkt befanden sich über 92 % der Anteile im Besitz von Boursorama. Die Ankündigung führte kurzfristig zu Kursverlusten, jedoch erholte sich die Onvista-Aktie im weiteren Verlauf wieder. 2015 beschloss die Hauptversammlung einen Squeeze-out und die Barabfindung der verbleibenden Aktionäre. Der Handel der Onvista-Aktie im General Standard der Deutschen Börse endete schließlich am 10. Juni 2015.

### Übernahme durch Comdirect
Ende 2016 kündigte die Comdirect den Kauf von Onvista an. Damit kamen die Onvista Bank und Onvista Media unter das Dach des Kreditinstituts. Erstere hatte zu diesem Zeitpunkt rund 100.000 Kunden und betreute ein Vermögen von über 2,5 Milliarden Euro. Mit der Akquisition von Onvista stärkte die Comdirect ihre Position als Online-Broker und baute die Aktivitäten im Bereich der Medienbranche signifikant aus. Im Februar 2017 genehmigte das Bundeskartellamt die Übernahme, auch die Bankenaufsicht hatte keine Einwände.
Die Onvista Bank wurde als Geschäftsbereich der Muttergesellschaft fortgeführt, während Onvista Media als hundertprozentige Tochtergesellschaft der Comdirect weitgehend eigenständig blieb.

## Unternehmensstruktur
Onvista Media ist eine Gesellschaft mit beschränkter Haftung nach deutschem Recht. Sie firmiert als onvista media GmbH mit Sitz in Köln. Ihr Geschäftszweck ist „der Betrieb und die Vermarktung von Portalen im Internet sowie die Zurverfügungstellung und Publikation von Daten in sonstigen Medien“. Das Stammkapital beträgt 117.650,00 Euro. Die Gesellschaft hat einen oder mehrere Geschäftsführer. Derzeit sind dies Christian Bothe und Markus Nimtz.
Nach der Übernahme von Onvista durch Comdirect wurde die Onvista Bank aus dem Handelsregister ausgetragen. Seitdem war sie ein Geschäftsbereich der comdirect bank AG mit Sitz in Quickborn. Durch die Verschmelzung des Kreditinstituts auf seine Muttergesellschaft sparte man eine der beiden Banklizenzen. Außerdem vereinfachte man so die gesellschaftsrechtlichen Strukturen und die regulatorische Berichterstattung. Am 1. November 2020 ging die Comdirect in der Commerzbank auf.

## Kritik
2001 wurde Onvista vorgeworfen, unzulässigerweise Kursdaten der Vereinigten Wirtschaftsdienste verwendet zu haben. Das Unternehmen gab eine Unterlassungserklärung ab und rechtfertigte sich, mit den über Teletext abgerufenen Informationen ein Backup-System aufgebaut zu haben, das man für rechtlich einwandfrei hielt.